# Wilhelm Emrich
Wilhelm Emrich (Basse-Yutz, 29 novembre 1909 - Berlin, 7 août 1998) est un spécialiste de la littérature allemande. Ses travaux ont notamment porté sur Goethe et Franz Kafka.

## Biographie
Fils d'un fonctionnaire des chemins de fer allemands, Wilhelm Emrich naît le 29 novembre 1909 à Niederjeutz, une commune lorraine, annexée à l'Allemagne depuis 1871. Il étudie à l'Université de Francfort-sur-le-Main, dont il sort diplômé en 1933.
Sous le régime nazi, Wilhelm Emrich adhère au NSDAP. Entre 1942 et 1944, Wilhelm Emrich travaille pour le ministère de la propagande, comme lecteur-redacteur à la  Bibliothèque allemande. Il rédige d'ailleurs, à cette époque, un article antisémite.
Après la Seconde Guerre mondiale, Emrich se tourne vers l'enseignement. Comme chargé de cours, il enseigne d'abord de 1949 à 1953 à l'Université de Göttingen. Il enseigne ensuite à l'Université de Cologne comme professeur de philologie. En 1956, il devient membre de l'Académie des Sciences et des Lettres de Mayence. De 1960 à sa retraite, Emrich enseigne à l'Université libre de Berlin. Il a ensuite enseigné pendant huit ans en tant que professeur émérite. 
Wilhelm Emrich meurt à Berlin le 7 aout 1998, laissant plusieurs ouvrages de références sur la littérature allemande.

## Ses travaux
Emrich fut l'un des spécialistes de la littérature allemande les plus influents de la République fédérale d'Allemagne. Parmi ses étudiants, se comptent notamment Helmut Arntzen, Klaus Wagenbach, Jean Firges ou encore Karl Pestalozzi. Emrich a travaillé sur Goethe, mais aussi sur Franz Kafka. Sa monographie sur Kafka, notamment, traduite en anglais et en japonais, connaîtra plusieurs rééditions. Emrich travailla aussi sur Carl Sternheim, Arno Holz ou encore Ricarda Huch. Pour ses travaux, il a reçu, en 1993, la Goldene Goethe-Medaille, la médaille d'or de la Société Goethe à Weimar.

## Sélection d'œuvres[7]
- Paulus im Drama. Als: Stoffe und Motivgeschichte der deutschen Literatur. Band 13. Verlag Walter de Gruyter. Berlin 1934.
- Die Symbolik von Faust II. Sinn und Vorformen. Verlag Junker & Dünnhaupt. Berlin 1943.
- Franz Kafka. Athenäum-Verlag. Bonn 1958.
- Protest und Verheißung. Studien zur klassischen und modernen Dichtung. Athenäum-Verlag. Bonn 1960.
- Geist und Widergeist. Wahrheit und Lüge der Literatur. Studien. Athenäum-Verlag. Frankfurt Main 1965.
- Polemik. Streitschriften, Pressefehden und kritische Essays um Prinzipien, Methoden und Maßstäbe der Literaturkritik. Athenäum-Verlag. Frankfurt Main 1968.
- Poetische Wirklichkeit. Studien zur Klassik und Moderne. Akademische Verlags-Gesellschaft Athenaion. Wiesbaden 1979.
- Deutsche Literatur der Barockzeit. Athenäum-Verlag. Königstein 1981.

## Sources
- Lorenz Jäger: Wilhelm Emrich (1909–1998). In Christoph König, Hans-Harald Müller und Werner Röcke (dir.): Wissenschaftsgeschichte der Germanistik in Porträts. De Gruyter, Berlin, 2000 (pp. 250–258).
- Norbert Miller: Nachruf auf Wilhelm Emrich. In: Jahrbuch der Akademie der Wissenschaften und der Literatur 1998, 49. Jahrgang (pp. 105–109).
- Peter Sprengel: Wilhelm Emrich. In: Internationales Germanistenlexikon 1800–1950. Herausgegeben von Christoph König, Bd. 1. Berlin 2003 (pp.433–435).
- Peter Sprengel: Metaphysische Moderne. Wilhelm Emrichs Kafka-Bild und seine Voraussetzungen. In: Julia Bertschik, Elisabeth Emter und Johannes Graf (dir.): Produktivität des Gegensätzlichen. Studien zur Literatur des 19. und 20. Jahrhunderts. Festschrift für Horst Denkler zum 65. Geburtstag. Niemeyer, Tübingen, 2000 (pp. 275–288).